# Serge Portelli
Pour les articles homonymes, voir Portelli.
Serge Portelli, né le 6 mai 1950 à Constantine en Algérie, est un ancien magistrat français, devenu avocat. Il est le frère de l'homme politique Hugues Portelli.

## Carrière

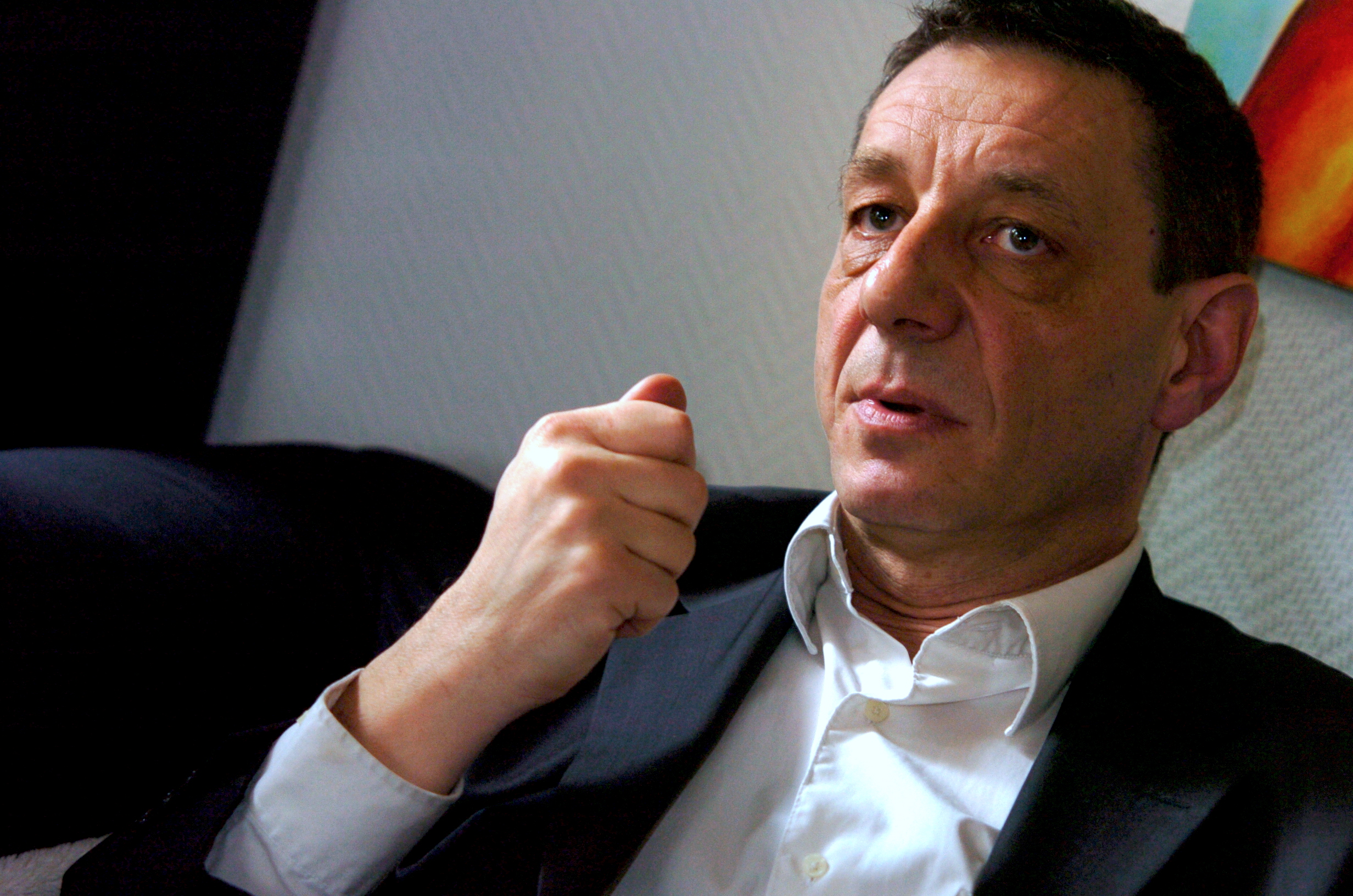
Serge Portelli, le 13 février 2008 à Paris.

Serge Portelli est magistrat de 1972 à 2018. Après l'École nationale de la magistrature (1972-1974), il exerce les fonctions de juge d'instruction au tribunal de grande instance de Melun (1974 à 1992), puis de Créteil (1992-2000), où il préside également la commission d'indemnisation des victimes. Nommé vice-président au tribunal de grande instance de Paris, il préside la 12e chambre correctionnelle de 2000 à 2012. Il exerce les fonctions de président de chambre à la cour d'appel de Versailles de 2012 à 2018. 
De novembre 2001 à juin 2002, il est conseiller de Raymond Forni, président de l'Assemblée nationale, pour les dossiers concernant la justice, l'intérieur, les droits de l'homme et les questions juridiques.
Il prête serment comme avocat en 2019. 

## Enseignement
Parallèlement à sa carrière judiciaire, Serge Portelli a enseigné dans plusieurs établissements universitaires.
- Chargé de cours à l'Institut d'études politiques de Paris[2], en troisième année (droit civil de la famille) de 1990 à 2005.[réf. souhaitée]
- Enseignant au Centre national de formation à la police judiciaire de la Gendarmerie nationale à Fontainebleau (droit du trafic de stupéfiant) de 1991 à 1995.[réf. souhaitée]
- Directeur de séminaires en Suisse à l'intention de l'Office fédéral de réfugiés suisse (« parole et crédibilité ») de 1994 à 2003.[réf. souhaitée]
- Directeur de sessions de formation continue (responsabilité médicale, entretien judiciaire, crimes graves) à l’École nationale de la magistrature de 1995 à 1998.[réf. souhaitée]
- Chargé d'enseignement à l'université de Caen, faculté de droit, enseignement de DESS techniques de protection et contentieux des libertés fondamentales de 1996 à 1998.[réf. souhaitée]
- Enseignant à l'Institut catholique de Paris (ICP)[2], École de psychologues praticiens, 5e année, de 1996 à 2017.
- Enseignant à l’Office français de protection des réfugiés et apatrides (OFPRA) (formation à l’entretien) de 2000 à 2004.[réf. souhaitée]

## Prises de position
Serge Portelli est connu médiatiquement pour ses prises de positions contre la politique de Nicolas Sarkozy et pour son engagement militant au Syndicat de la magistrature. Il mène également, selon le quotidien Libération, une « croisade discrète et minutieuse » lorsqu'il porte la robe manifestant ainsi son opposition aux peines planchers et aux consignes de rentabilité de la chancellerie.
Il a notamment publié Traité de Démagogie appliquée, Sarkozy, la récidive et nous (2006), Nicolas Sarkozy : une République sous haute surveillance (intitulé Ruptures sur le net), en mai 2007 et Le Sarkozysme sans Sarkozy en 2009.
- Il est membre du conseil d'administration de l'Observatoire international des prisons - section française et du comité de soutien du Centre Primo-Levi[réf. souhaitée].

## Publications
- L’Interrogatoire, avec Sophie Clément, Paris, Sofiac, 2001
- Les Droits des victimes, avec le Dr Gérard Lopez et Sophie Clément, Paris, Dalloz, 2003, 2007
- Traité de Démagogie appliquée, Sarkozy, la récidive et nous, Paris, éditions Michalon, mai 2006
- Nicolas Sarkozy: une République sous haute surveillance, Paris, L’Harmattan (intitulé Ruptures sur le net), mai 2007[5],[6].
- Récidivistes, Chronique de l’humanité ordinaire, Paris, Grasset, 2008
- Le Sarkozysme sans Sarkozy, Paris, Grasset, 2009
- Pourquoi la torture, Paris, Vrin, 2010
- Juger, Éditions de l’Atelier, avril 2011
- Désirs de famille, avec Clélia Richard, Éditions de l’Atelier, avril 2012
- La Vie après la peine, avec Marine Chanel, Grasset, février 2014
- La Torture, Dalloz, collection A savoir, 2017
- L’Homoparentalité, Dalloz, collection A savoir, mai 2018
- Qui suis-je pour juger l’autre ? Éditions du Sonneur, septembre 2019

### Ouvrages collectifs
- Création et Prison, Édition de l'Atelier, 1995
- Justice et psychiatrie, normes, responsabilité, éthique, Erès, 1998
- Enfants victimes de violences sexuelles: quel devenir ? Hommes et Perspectives, 1999
- Traité pratique de l'instruction, Sofiac, de 2000 à 2008
- Pratiques professionnelles du pénal, Lamy, 2000
- Douce France, Seuil/RESF, 2009
- L’Appel des appels. Pour une insurrection des consciences, Mille et une nuits, Fayard, 2009
- L’État pyromane, Terra Nova, éditions Delavilla, 2010
- Un monde sans fous, Champ Social Édition, 2010
- Comparutions immédiates, quelle justice ? Regards citoyens sur une justice du quotidien, collectif sous la direction de Daniel Welzer-Lang et Patrick Castex, Toulouse, Eres, 2012
- Mariage de même sexe et filiation, Éditions de l’EHESS, 2013
- Un monde tortionnaire, ACAT, 2013
- Langage et violence –  Les mots, première dérive, premier combat, Centre Primo-Levi, 2013
- Les Grands Avis de la Commission nationale consultative des droits de l’homme, Dalloz, 2016
- Peur de la sanction et sanction de la peur, Université de Poitiers, Presses universitaires juridiques de Poitiers, février 2019
- Transgressions, Psychanalyse vivante, Paris, éditions In Press, février 2019.